# Anton Tomšič
Anton Tomšič, slovenski novinar, * 26. maj 1842, Dedni Dol, † 26. maj 1871, Maribor.
Bil je prvi slovenski poklicni časnikar in prvi glavni urednik časnika Slovenski narod.

## Mladost
Rodil se je na domačiji »pri Mačkovih« kot sin preprostega kmeta in kmetice. Njegova starša sta si s pridnostjo in podjetnostjo pridobila toliko premoženja, da sta lahko dala šolat Antona in njegovega mlajšega brata Frana. Anton se je sprva šolal v Višenjski ljudski šoli, nato je obiskoval gimnazijo v Ljubljani, Trstu, Celju in Novem mestu. Gimnazijo je zaključil z odliko in se vpisal na pravno fakulteto v Gradcu. Leta 1867 se je zaposlil kot odvetniški pripravnik (koncipient) v odvetniški pisarni dr. Ferdinanda Dominkuša v Mariboru. 

## Delo zaSlovenski narod

### Začetki
18. marca 1868 je zboru ustanovnikov Slovenskega naroda predložil publicistični program, ki ga je oblikoval po zamislih Frana Levstika, dr. Janka Sernca in dr. Janka Pajka. Program je vseboval različna publicistična gesla, med drugim je podpiral zedinjenje vseh Slovencev v skupno upravno celoto, enakopravnost slovenščine in nasprotoval dualistični ureditvi Avstrije. Na temeljih, ki si jih je zastavil s programom, je pričel Tomšič delovati kot prvi glavni urednik Slovenskega naroda. Časopis, ki je kasneje postal prvi slovenski dnevnik, je začel izhajati 2. aprila 1868 v Mariboru. 

### VsebinaSlovenskega naroda
Svoj začrtani program je Tomšič pri oblikovanju časopisa, kar se da dosledno izvajal. Pogumno se je upiral oportunizmu in slovenskim vladnim kimavcem ter podpiral zedinjenje Slovencev in povezovanje z ostalimi slovanskimi narodi. Njegove prispevke odlikuje lep slovenski jezik, sočnost in duhovitost. Za pomoč pri ustvarjanju Slovenskega naroda je pridobil pomembne pisatelje in jezikoslovce, kot so na primer Fran Levstik, Fran Levec, dr. Valentin Zarnik, Fran Erjavec, dr. Janko Pajk in dr. Fran Celestin.

### Težave s časopisom
Tomšiča so pri urejanju prvega slovenskega dnevnika pestile najrazličnejše težave. Dopisnikov in sodelavcev je bilo malo, še težje je pridobil honorarje zanje. Tudi sam je živel skromno – sprva je bival kar v uredništvu časopisa v Mariboru. Ob gmotnih težavah so mu preglavice povzročali tudi razni zabavljači. Bil je občutljive narave in je ob kritikah hitro zapadel v pesimizem. Z žarom, bistroumnostjo in sarkazmom pa je branil Slovenski narod na sodišču, ko je bil obtožen zaradi različnih preostrih člankov. Sčasoma sam ni bil sposoben več opravljati vsega dela, zato je leta 1868 dobil pomočnika – Josipa Jurčiča. Jurčič je pri Slovenskem narodu služboval do leta 1870, ko se je vrnil na Dunaj.
Slovenski narod je Anton Tomšič urejal vse do svoje smrti, konec maja 1871. Mesto glavnega urednika je za njim sprva začasno prevzel Ivan Železnikar, julija 1871 pa Josip Jurčič.
Po Antonu Tomšiču se v Višnji Gori in v Mariboru imenujeta ulici.